# Fuscopannaria maritima
Fuscopannaria maritima är en lavart som först beskrevs av P. M. Jørg., och fick sitt nu gällande namn av P. M. Jørg. Fuscopannaria maritima ingår i släktet Fuscopannaria och familjen Pannariaceae.   Inga underarter finns listade i Catalogue of Life.